# Aquita plagiochyta
Aquita plagiochyta är en fjärilsart som beskrevs av Turner 1944. Aquita plagiochyta ingår i släktet Aquita och familjen trågspinnare. Inga underarter finns listade i Catalogue of Life.